# Shaggy
Shaggy, född Orville Richard Burrell 22 oktober 1968 i Kingston, är en amerikansk reggaesångare med jamaicanskt ursprung.
Burrells familj flyttade till USA och bosatte sig i Flatbush i Brooklyn i New York. År 1988 tog han värvning i Amerikanska marinkåren och deltog i Operation Desert Storm under Gulfkriget. Vid hemkomsten påbörjade han sin musikkarriär och fick sitt genombrott 1993 med låten "Oh Carolina", en cover på en Folkes Brothers-låt, från albumet Pure Pleasure. Till senare singlar som sålt bra hör "Boombastic", "It Wasn't Me" och "Angel" (på vilken sångaren Rayvon medverkar). 2018 förvånade Shaggy musikindustrin då han tillsammans med artisten Sting spelade på Grammy's och där med annonserade sitt gemensamma album som de nämnda artisterna släppte samma år. Det förvånande, samt kritikerrosade albumet 44/876 släpptes i april 2018 och följdes sedan upp av en världsturné tillsammans med Sting. Albumet slog allas förväntningar och vann 2019 en Grammy i kategorin årets Reggae-album.

## Diskografi (urval)

### Studioalbum
- 1993 – Pure Pleasure
- 1994 – Original Doberman
- 1994 – Original Shaggy in Dub
- 1995 – Boombastic
- 1997 – Midnite Lover
- 2000 – Hot Shot
- 2002 – Hot Shot: Ultramix
- 2002 – Lucky Day
- 2005 – Clothes Drop
- 2007 – Intoxication
- 2011 – Shaggy & Friends
- 2011 – Summer in Kingston
- 2012 – Rise
- 2013 – Out of Many, One Music
- 2018 – 44/876
- 2019 – Wah Gwaaan?!
- 2020 – Hot Shot 2020
- 2022 – Com Fly Wid Mi
- 2023 – In the Mood

### Livealbum
- 2008 – Live At Chiemsee Reggae Summer

### Singlar
- 1993 – "Oh Carolina" (maxi-singel)
- 1995 – "Bombastic" (maxi-singel)
- 2000 – "It Wasn't Me" (med Rikrok)
- 2000 – "Angel" (med Rayvon)

### Samlingsalbum
- 2002 – Mr. Lover Lover - The Best of Shaggy...Part 1
- 2003 – The Essential Shaggy
- 2003 – Boombastic Hits
- 2008 – Best of Shaggy: The Boombastic Collection